# Guerra de Mali
La guerra de Mali es un conflicto armado en curso que comenzó en enero de 2012 entre las partes norte y sur de Mali en África. Desde el 16 de enero de 2012, varios grupos insurgentes lanzaron una campaña contra el Gobierno de Mali reclamando la independencia o una mayor autonomía para el norte de Mali, un área conocida como Azawad. El Movimiento Nacional para la Liberación del Azawad (MNLA), una organización que lucha para hacer del Azawad un hogar independiente para los tuareg, tomó el control de la zona en abril de 2012.
El 22 de marzo de 2012, el presidente Amadou Toumani Touré fue derrocado en un golpe de Estado por su gestión de la crisis, un mes antes de que se celebraran las elecciones presidenciales.  Los soldados amotinados, que se autodenominaban Comité Nacional para la Restauración de la Democracia y el Estado (CNRDR), tomaron el control y suspendieron la constitución de Malí. ] Como consecuencia de la inestabilidad que siguió al golpe, las tres ciudades más grandes del norte de Mali —Kidal, Gao y Tombuctú— fueron invadidas por los rebeldes durante tres días consecutivos.  El 5 de abril de 2012, después de la captura de Douentza, el MNLA dijo que había logrado sus objetivos y suspendió su ofensiva. Al día siguiente, proclamó la independencia del norte de Mali del resto del país, rebautizándolo como Azawad. 
El MNLA fue respaldado inicialmente por el grupo islamista Ansar Dine. Después de que el ejército maliense fuera expulsado del norte de Mali, Ansar Dine y varios grupos islamistas más pequeños comenzaron a imponer la estricta ley Sharia. El MNLA y los islamistas lucharon por reconciliar sus visiones contradictorias de un nuevo Estado.  Posteriormente, el MNLA comenzó a luchar contra Ansar Dine y otros grupos islamistas, incluido el Movimiento por la Unidad y la Yihad en África Occidental (MOJWA/MUJAO), un grupo escindido de Al-Qaeda en el Magreb Islámico. El 17 de julio de 2012, el MNLA había perdido el control de la mayoría de las ciudades del norte de Mali a manos de los islamistas. 
El gobierno de Mali pidió ayuda militar extranjera para retomar el norte. El 11 de enero de 2013, el ejército francés comenzó las operaciones contra los islamistas.  Poco después se desplegaron fuerzas de otros Estados de la Unión Africana. Para el 8 de febrero, el territorio controlado por los islamistas había sido recuperado por el ejército maliense, con la ayuda de la coalición internacional. Los separatistas tuareg también han seguido luchando contra los islamistas, aunque el MNLA también ha sido acusado de llevar a cabo ataques contra el ejército maliense. 
El 18 de junio de 2013 se firmó un acuerdo de paz entre el gobierno y los rebeldes tuaregs, sin embargo, el 26 de septiembre de 2013 los rebeldes se retiraron del acuerdo de paz y afirmaron que el gobierno no había respetado sus compromisos con la tregua.  A mediados de 2014, el ejército francés en Malí puso fin a su Operación Serval y pasó a la Operación Barkhane, un esfuerzo antiterrorista regional más amplio. A pesar de un acuerdo de alto el fuego firmado el 19 de febrero de 2015 en Argel, Argelia, y un acuerdo de paz en la capital el 15 de abril de 2015, los combates continuaron. 
A partir de 2018, hubo un aumento de los ataques rebeldes en el Sahel, acompañados de un aumento de las tropas francesas. Malí experimentó dos golpes de Estado exitosos en 2020 y 2021, ambos orquestados por el ejército maliense. Tras el golpe de Estado de Malí en 2021, el gobierno y las fuerzas francesas en el país tuvieron un enfrentamiento, y el primero exigió la retirada del segundo. En medio de las protestas populares malienses contra Francia y la creciente participación en la guerra tanto del mercenario ruso Grupo Wagner como de los turcos, los franceses retiraron sus fuerzas del país por completo el 15 de agosto de 2022, poniendo fin a su presencia en el país.

## Trasfondo
A principios de la década de 1990, los nómadas tuareg y árabes formaron el Movimiento Popular para la Liberación de Azawad (MPA) y declararon la guerra por la independencia de la parte norte de Mali. A pesar de los acuerdos de paz con el gobierno de Malí en 1991 y 1995, una creciente insatisfacción entre los excombatientes tuareg, que se habían integrado en las Fuerzas Armadas de Malí, condujo a nuevos combates en 2007. A pesar de tener históricamente dificultades para mantener alianzas entre facciones seculares e islamistas, el Movimiento Nacional para la Liberación de Azawad se alió con los grupos islamistas Ansar Dine y Al-Qaeda en el Magreb Islámico y comenzó el conflicto del norte de Malí en 2012.
El MNLA era una rama de un movimiento político conocido como Movimiento Nacional por Azawad (MNA) antes de la insurgencia. Después del final de la guerra civil libia, una afluencia de armamento llevó a los tuaregs a armarse en su demanda de independencia. Se dijo que la fuerza de este levantamiento y el uso de armas pesadas, que no estaban presentes en los conflictos anteriores, "sorprendieron" a los funcionarios y observadores malienses.
Aunque dominado por los tuaregs, el MNLA afirmó que también representaba a otros grupos étnicos y, según los informes, se les unieron algunos líderes árabes. El líder del MNLA, Bilal Ag Acherif, dijo que Malí tenía la responsabilidad de dar a los pueblos saharauis su autodeterminación o que ellos mismos la tomarían.

## Historia
El 22 de marzo de 2012, el presidente Amadou Toumani Touré fue expulsado del poder por un golpe de Estado provocado por su gestión de la crisis, un mes antes de tuvieran lugar elecciones presidenciales. Soldados amotinados, agrupados bajo el nombre de "Comité Nacional para la Restauración de la Democracia y el Estado" (CNRDR), tomaron el control y suspendieron la Constitución de Malí. Como consecuencia de la inestabilidad que siguió al golpe de Estado, las tres principales ciudades del norte de Malí (Kidal, Gao y Tombuctú) fueron tomadas por los rebeldes. en tres días consecutivos. El 5 de abril de 2012, tras la captura de Douentza, el MNLA dijo que sus objetivos habían sido logrados y dio por terminada su ofensiva tuareg nacionalista. Al día siguiente, proclamó la independencia del Azawad de Malí.

### Conflicto entre islamistas y nacionalistas (junio-noviembre de 2012)
El MNLA fue inicialmente apoyado por el grupo islamista tuareg Ansar Dine. Una vez que el ejército de Malí fue expulsado de la zona conocida como Azawad, Ansar Dine y varios otros pequeños grupos islamistas comenzaron a imponer la ley islámica Sharía. El MNLA y los islamistas comenzaron a encontrar dificultades para reconciliar su visión antagónica para un nuevo estado. Poco tiempo después, comenzaron a producirse combates entre el MNLA y Ansar Dine apoyado por otros grupos islamistas, como el Movimiento para la Unicidad y la Yihad en África Occidental (MUYAO), un grupo escindido de Al Qaeda en el Magreb Islámico. Para el 17 de julio de 2012, el MNLA había perdido el control de la mayor parte de las ciudades del norte de Malí, que habían pasado a manos de los islamistas.

#### Batalla de Gao y secuelas
La batalla de Gao tuvo lugar entre el Movimiento Nacional para la Liberación del Azawad (MNLA) y el islamista Movimiento para la Unicidad y la Yihad en África Occidental (MUYAO), junto a su aliado Ansar Dine, teniendo lugar en Gao, al norte de Malí, entre el 26 y 27 de junio de 2012. El 28 de junio de 2012, Gao, Tombuctú y Kidal, las tres mayores ciudades de la región secesionista de Azawad dentro de lo que es el terrotio reconocido de Malí, pasaron a estar bajo el control de Ansar Dine y sus aliados islamistas. 

### Intervención extranjera (enero del 2013)
El Gobierno de Malí solicitó apoyo militar extranjero para reconquistar el norte del país. El 11 de enero de 2013, el Ejército Francés comenzó operaciones contra los islamistas, en una intervención denominada "Operación Serval". Adicionalmente y como parte de esta operación, fuerzas de otros países de la Unión Africana se desplegaron poco tiempo después de la llegada de las tropas franceses. Para el 8 de febrero, el territorio tomado por los islamistas había sido mayoritariamente reconquistado por el ejército de Malí, con la ayuda de la coalición internacional. Los separatistas tuareg continuaron su lucha contra los islamistas, si bien el MNLA ha sido acusado de llevar a cabo ataques también contra el ejército de Malí.

#### El MNLA se realinea con el Gobierno de Malí
El 18 de junio de 2013, se firmó un acuerdo de paz entre el gobierno y los rebeldes tuareg.

#### Batalla de Konna e intervención francesa
El 10 de enero de 2013, las fuerzas islamistas capturaron al ejército maliense la ciudad estratégica de Konna, ubicada a 600 km de la capital. Más tarde, aproximadamente 1.200 combatientes islamistas avanzaron hasta 20 kilómetros de Mopti, una ciudad de guarnición militar cercana a Malí.
Al día siguiente, los militares franceses lanzaron la Operación Serval, interviniendo en el conflicto. Según los analistas, los franceses se vieron obligados a actuar antes de lo previsto debido a la importancia del aeropuerto militar de Sévaré, ubicado a 60 km al sur de Konna, para futuras operaciones. La operación incluyó el uso de helicópteros Gazelle de las Fuerzas Especiales, que detuvieron una columna islamista que avanzaba hacia Mopti, y el uso de cuatro jets Mirage 2000-D de la Armée de l'Air operando desde una base en Chad. 12 objetivos fueron alcanzados por los Mirages durante la noche entre el 11 y el 12. El jefe del estado mayor del ejército francés, Édouard Guillaud, anunció que los islamistas se habían retirado de Konna y se habían replegado varias decenas de kilómetros hacia el norte. Según los informes, los ataques aéreos destruyeron media docena de camionetas armadas islamistas y un centro de comando rebelde. Un piloto francés, el teniente Damien Boiteux, murió después de que su helicóptero de ataque fuera derribado por fuego desde tierra durante la operación.

#### Crisis de los rehenes en In Amenas
La crisis de los rehenes en In Amenas en Argelia, fue una crisis en la cual se llevó a cabo dos tomas de rehenes como represalia a la intervención francesa en Malí, en la planta procesadora de gas de In Amenas, operada conjuntamente por la británica BP, la noruega Statoil y la petrolera estatal argelina. Un grupo de islamistas procedentes de las redes salafistas y terrorista de Al Qaeda se apoderaron del complejo, donde había cientos de trabajadores de numerosos países.
COmo respuesta, las fuerzas militares argelinas asaltaron las dos zonas donde eran retenidos los rehenes, con mínimos esfuerzos aparentes de mediación, una el 16 de enero de 2013 y otra el 19 de enero de 2013.

### Insurgencia y Operación Barkhane
En septiembre del 2013 el MNLA puso fin al alto el fuego después de que las fuerzas gubernamentales abrieran fuego contra los manifestantes desarmados. Tras el ataque, el vicepresidente del MNLA, Mahamadou Djeri Maiga, comentó: "Lo que sucedió es una declaración de guerra. Entregaremos esta guerra. Donde sea que encontremos al ejército maliense, lanzaremos el asalto contra ellos. Será automático. Las advertencias terminaron". ." Uno de los fundadores del MNLA, Attaye Ag Mohamed, también fue citado diciendo que las "alas políticas y militares de Azawad" habían declarado "el levantamiento del alto el fuego con el gobierno central".

#### 2014-2015: los insurgentes se reagrupan, el Estado Islámico participa
El 20 de febrero, Alemania y Francia anunciaron el envío de elementos de la brigada franco-alemana a Mali para ayudar a entrenar a las tropas de Mali. Este fue el primer despliegue de tropas de la UE en África (como contingente de la UE).

#### 2016-2017: expansión del conflicto a países vecinos, creación de JNIM
El ataque a Le Campement, un albergue ecológico creado por un francés situado en Yirimadio, en la periferia de Bamako, muy frecuentado por expatriados. En enero de 2017 su propietario, Hervé Depardieu, había protestado contra las consignas de seguridad del ministerio francés de asuntos exteriores en una opinión publicada por Le Monde Afrique.

Según testigos, los yihadistas penetraron en el establecimiento con por la tarde, divididos en dos grupos armados con AK-47. Según el testimonio de un empleado: «Los primeros asaltantes llegaron muy armados a la puerta principal. Dispararon al aire antes de subir hacia las piscinas». Para Sory Ibrahim, un periodista presente en el lugar en el momento del ataque: «En realidad buscaban a blancos».

#### 2018-2020: el conflicto se intensifica y emergen las tropas francesas
En la primera mitad de 2018 hubo un aumento de los ataques rebeldes. En julio de 2018, el norte de Malí estaba en gran medida fuera del control del gobierno. Durante este mismo mes, se desplegaron tres helicópteros Chinook de la RAF británica para ayudar con la logística y el movimiento de tropas, a fin de reducir los riesgos del transporte terrestre. El 13 de febrero de 2020, las fuerzas del gobierno de Malí regresaron a Kidal después de seis años.
El 6 de abril, militantes atacaron una base militar en la localidad de Bamba, en Gao, y mataron al menos a 25 soldados malienses. Del 24 de abril al 27 de agosto, se produjeron una serie de ataques en la región de Mopti.

#### 2021-presente: retirada francesa e intervención rusa
En los primeros días de enero de 2022, tras varios meses de rumores y negociaciones, varios centenares de mercenarios rusos del Grupo Wagner fueron desplegados en Malí, así como soldados del ejército regular ruso a cargo de la logística o ejerciendo roles de instrucción militar. Este despliegue provocó fuertes protestas de Francia, Estados Unidos y la Coordinación de Movimientos de Azawad. Malí también pidió una revisión de sus acuerdos de defensa con Francia. Por su parte, la CEDEAO adoptó fuertes sanciones el 9 de enero contra la junta de Malí. El 17 de febrero, Francia junto a los países europeos involucrados en la Task Force Takuba y Canadá anunciaron oficialmente su decisión de retirar sus fuerzas del país africano. El presidente francés, Emmanuel Macron, declaró en esta ocasión: "No podemos permanecer comprometidos militarmente junto a autoridades de facto cuya estrategia u objetivos ocultos tampoco compartimos".
El 4 de marzo, el campamento militar de Mondoro fue atacado por yihadistas y al menos 27 soldados malienses murieron.
Por su parte, el Estado Islámico en el Gran Sáhara atacó los días 8 y 9 de marzo las localidades de Tamalat e Insinane, cercanas a Ménaka, en poder del MSA. Los enfrentamientos dejaron un centenar de muertos, entre ellos varias decenas de civiles tuareg masacrados por los yihadistas.
El 15 de agosto de 2022, las tropas francesas se habían retirado por completo de Malí hacia Níger, poniendo fin a su presencia en el país.
El 8 de octubre de 2021, en una entrevista con la agencia de noticias rusa RIA Novosti, el primer ministro maliense Choguel Maïga acusa a Francia de haber entrenado a los yihadistas contra los que afirma estar combatiendo en el enclave de Kidal, prohibido por Francia al ejército maliense.

## Derechos humanos
Tras varios informes de abusos por parte de ambas partes, el fiscal de la Corte Penal Internacional abrió un caso que investigaba crímenes de guerra en Malí el 16 de enero de 2013. Este caso es el más rápido que haya iniciado una investigación de la CPI después de una intervención militar extranjera.

### Reclamaciones contra separatistas e islamistas
En mayo de 2012, Amnistía Internacional publicó un informe en el que se afirmaba que el conflicto había creado la peor situación de derechos humanos en Malí desde 1960. La organización afirmó que los combatientes del MNLA y Ansar Dine se estaban "desmandando" en el norte de Malí y documentó casos de violaciones en grupo, ejecuciones extrajudiciales y uso de niños soldados tanto por grupos tuareg como islamistas.
El 3 de abril de 2012, grupos armados saquearon 2.354 toneladas de alimentos de los almacenes del Programa Mundial de Alimentos (PMA) de las Naciones Unidas en Kidal, Gao y Tombuctú, lo que provocó que el PMA suspendiera sus operaciones de distribución de alimentos en el norte de Malí. Otros objetivos de saqueo incluyeron hospitales, hoteles, oficinas gubernamentales, oficinas de Oxfam y las oficinas y almacenes de otros grupos humanitarios no identificados. El PMA también declaró que hasta ahora 200.000 habían huido de los combates y pronosticó que el número aumentaría.